# Юрев Полски
Юрев Полски (на руски: Юрьев-Польский) е град в Русия, Владимирска област. Разположен е на река Колокша, на 68 km от Владимир. Населението му през 2010 година е 19 595 души.
Основан е през 1152 от Юрий Дългоръки, на чието име е наречен. През 1209 става център на владенията на княз Светослав Всеволодович. През 1238 е разрушен от монголите, а през 1340 е присъединен към Московското княжество.
Най-известните забележителности в града са:
- Михайло-архангелски манастир (13 век), с църква от 1792
- Георгиевска катедрала (1230—1234, реконструирана през 15 век)
- Знаменска църква (1625)
- Останки от местния Кремъл